# 山本啓介 (政治家)
山本 啓介（やまもと けいすけ、1975年6月21日 - ）は、日本の政治家。自由民主党所属の参議院議員（1期）。元長崎県議会議員（3期）。

## 来歴
長崎県壱岐市出身。長崎県立壱岐高等学校、皇學館大学文学部卒業後、虎島和夫衆議院議員の私設秘書・公設秘書を務め、虎島の政界引退後は谷川弥一衆議院議員の公設秘書を務めた。
2007年の長崎県議会議員選挙に壱岐市選挙区から立候補したが落選。2011年の県議選で初当選し、県議を3期務める。
2021年からは自由民主党の長崎県連幹事長を約1年間務め、保守分裂選挙となった2022年の長崎県知事選挙では、山本は現職の中村法道を支持せず、新人の大石賢吾を県連幹事長として支援し、大石は当選した。
2022年3月20日、自民党長崎県連は同年夏の第26回参議院議員通常選挙長崎県選挙区（改選数1）の候補者選考を実施し、すでに引退を表明していた現職の金子原二郎農林水産大臣の後継として山本の擁立を決定した。選考を巡っては金子が山本を推した一方、谷川は瀬川光之県議を推し、県連の選挙対策委員会での投票の結果、山本が瀬川ら4候補を破り候補者に選ばれた。7月10日投開票の参院選では、当初山本陣営内では県連内の相次ぐ保守分裂の影響が懸念されたが、精力的にあいさつ回りを繰り返した山本が5人の候補を破り初当選した。
2024年9月12日、自民党総裁選挙が告示され、旧岸田派からは林芳正と上川陽子の2人が立候補した。山本は林の推薦人に名を連ねた。投票日前日の9月26日22時半頃、産経新聞は、麻生太郎が1回目の投票から高市早苗を支援するよう自派閥の議員に指示を出したとスクープした。9月27日朝、岸田文雄首相は高市が決選投票に残る可能性が高いと踏み、「決選は高市氏以外。党員票が多い方に投じてほしい」と旧岸田派のメンバーに一気に指示を下ろした。高市は1回目の議員投票で、報道各社の事前調査での30～40票を大きく上回る72票を獲得した。党員数と合わせた得票数は1位だったが、決選投票で石破茂に敗れた。山本は1回目の投票では林に投じ、決選投票では石破に投じた。
2025年2月15日、長崎市の出島メッセ長崎で政治資金パーティーを開催。「参議院議員　山本啓介政経セミナー」と題し、岸田文雄前首相が講師を務めた。長崎県内での政治資金パーティーは、政治資金パーティー収入の裏金問題で東京地検特捜部が長崎県選出衆院議員の谷川弥一らを立件した2024年1月以降、長崎県選出の国会議員がパーティーを開くのは初と長崎新聞で報じられた。自民党長崎県連が2024年3月に開催予定だったが、事件を受け「有権者の理解を得られない」などとして中止していた。開催後、山本は、前首相が出席するパーティーを長崎新聞が事前に報じたことに対して「警備上の緊張感が高まった」と指摘し、「離島出身で、資金面での強い基盤があるわけではない。認められた方法で（資金集めを）やらないと当たり前の政治活動をやっていけない」と主張したと長崎新聞で報じられた。

## 政策・主張

### 憲法
- 憲法改正について、2022年のNHK、毎日新聞社のアンケートで「賛成」と回答[16][17]。
- 9条改憲について、2022年の毎日新聞社のアンケートで「改正して、自衛隊を他国同様の軍隊に位置づけるべきだ」と回答[17]。9条への自衛隊の明記について、2022年のNHKのアンケートで「賛成」と回答[16]。
- 憲法を改正し緊急事態条項を設けることについて、2022年のNHKのアンケートで回答しなかった[16]。

### 外交・安全保障
- 敵基地攻撃能力を持つことについて、2022年のNHKのアンケートで回答しなかった[16]。
- 普天間基地の辺野古移設について、2022年の毎日新聞社のアンケートで「賛成」と回答[17]。
- ロシアは2022年2月24日、ウクライナへの全面的な軍事侵攻を開始した[18]。日本政府が行ったロシアに対する制裁措置についてどう考えるかとの問いに対し、2022年のNHKのアンケートで「適切だ」と回答[16]。同年の毎日新聞社のアンケートで「制裁をより強めるべきだ」と回答[17]。
- 2022年6月7日、政府は経済財政運営の指針「骨太の方針」を閣議決定した。NATO加盟国が国防費の目標としている「GDP比2％以上」が例示され、防衛力を5年以内に抜本的に強化する方針が明記された[19]。「防衛費を今後どうしていくべきだと考えるか」との問いに対し、2022年のNHKのアンケートで「ある程度増やすべき」と回答[16]。

### ジェンダー
- 選択的夫婦別姓制度の導入について、2022年の毎日新聞社のアンケートで「反対」と回答[17]。同年のNHKのアンケートで「どちらかといえば賛成」と回答[16]。
- 同性婚を可能とする法改正について、2022年の毎日新聞社、NHKのアンケートで回答しなかった[17][16]。
- クオータ制の導入について、2022年のNHKのアンケートで「どちらかといえば反対」と回答[16]。

### その他
- アベノミクスについて、2022年の毎日新聞社のアンケートで「評価するが、修正すべきだ」と回答[17]。
- 「原子力発電への依存度を今後どうするべきか」との問題提起に対し、2022年のNHKのアンケートで回答しなかった[16]。
- 国会議員の被選挙権年齢の引き下げについて、2022年の毎日新聞社のアンケートで「反対」と回答[17]。

## 所属団体・議員連盟
- 自民党たばこ議員連盟[20]

## 支援団体
- 全国たばこ販売政治連盟（2022年参院選組織推薦候補者）[21]

| 当落 | 選挙                     | 執行日         | 年齢 | 選挙区       | 政党       | 得票数     | 得票率 | 定数 | 得票順位 /候補者数 | 政党内比例順位 /政党当選者数 |
| ---- | ------------------------ | -------------- | ---- | ------------ | ---------- | ---------- | ------ | ---- | ------------------ | ---------------------------- |
| 落   | 2007年長崎県議会議員選挙 | 2007年4月8日   | 31   | 壱岐市選挙区 | 自由民主党 | 6278票     | 32.91% | 1    | 1/3                | /                            |
| 当   | 2011年長崎県議会議員選挙 | 2011年4月10日  | 35   | 壱岐市選挙区 | 自由民主党 | 9494票     | 55.55% | 1    | 1/2                | /                            |
| 当   | 2015年長崎県議会議員選挙 | 2015年4月12日  | 39   | 壱岐市選挙区 | 自由民主党 | ーー票     | ーー   | 1    | /1                 | /                            |
| 当   | 2019年長崎県議会議員選挙 | 2019年4月7日   | 43   | 壱岐市選挙区 | 自由民主党 | ーー票     | ーー   | 1    | /1                 | /                            |
| 当   | 第26回参議院議員通常選挙 | 2022年07月10日 | 47   | 長崎県選挙区 | 自由民主党 | 26万1554票 | 50.07% | 1    | 1/6                | /                            |